# Шандор Теслер
Шандор Теслер (угор. Teszler Sándor; 25 червня 1903, Австро-Угорщина — 23 липня 2000, США), угорсько-американський підприємець та філантроп.
Народився в провінційному містечку Австро-Угорщини (пізніше стала частиною Югославії) працював у текстильній промисловості, залишаючись в Європі зміг вижити під час Голокосту. В 1948 році емігрував до Америки. Враховуючі свої враження від дискримінації за національною ознакою в Європі під час війни створював на своїх фабриках рівні умови для робітників, не залежно від кольору шкіри. З 1979 року навчався та освоїв всі курси в Уоффорд Коледжі, за що отримав звання почесного доктора гуманітарних наук у 1987 році. До своєї смерті у 2000 році у віці 97 років продовжував відвідувати лекції в коледжі. Бібліотека коледжу носить його ім'я з 1993 року.